# Lista informacyjna
Lista informacyjna (ang. Tentative List) – narodowa lista obiektów, które państwo strona Konwencji w sprawie ochrony światowego dziedzictwa kulturowego i naturalnego zamierza rozpatrzyć do zgłoszenia do wpisu na listę światowego dziedzictwa UNESCO.
W sierpniu 2016 narodowe listy informacyjne prowadziło 175 ze 192 państw stron konwencji, a na wszystkich narodowych listach informacyjnych znajdowało się 1640 obiektów.

## Procedura wpisu na listę światowego dziedzictwa UNESCO
Konwencja w sprawie ochrony światowego dziedzictwa kulturowego i naturalnego (art. 11) ustanowiła listę obiektów o „wyjątkowej powszechnej wartości” wybieranych na podstawie określonych kryteriów. O wpisaniu danego obiektu na listę decyduje spełnienie przynajmniej jednego z dziesięciu kryteriów kulturowych lub przyrodniczych.
Decyzje o wpisach na listę podejmuje Komitet Światowego Dziedzictwa w trakcie corocznej sesji, wybierając obiekty spośród nominacji zgłaszanych przez poszczególne państwa strony konwencji. Każdy wniosek nominacyjny musi być poprzedzony wpisem na narodową listę informacyjną, przynajmniej rok wcześniej, gdyż w przeciwnym razie nie będzie rozpatrywany. O złożenia wniosku nominacyjnego w danym roku decyduje państwo strona.
Państwa strony konwencji powinny przygotowywać listę informacyjną z udziałem zainteresowanych stron: władz regionalnych i lokalnych, lokalnych społeczności, organizacji pozarządowych. Listy muszą zostać formalnie przesłane za pośrednictwem formularza zgłoszeniowego w języku angielskim lub francuskim do Centrum Światowego Dziedzictwa (ang. World Heritage Centre, WHC). Zgłoszenia muszą zawierać nazwę obiektu, jego położenie geograficzne, krótki opis i uzasadnienie jego „wyjątkowej powszechnej wartości”.
Centrum Światowego Dziedzictwa sprawdza nadesłaną dokumentację – jeśli zgłoszenie spełnia wszystkie wymogi formalne, jest rejestrowane i przesyłane do wiadomości właściwej organizacji doradczej – Międzynarodowej Radzie Ochrony Zabytków i Miejsc Historycznych (ang. International Council on Monuments and Sites, ICOMOS) lub/i Międzynarodowej Unii Ochrony Przyrody (ang. International Union for Conservation of Nature, IUCN).
Zarejestrowane narodowe listy informacyjne są publikowane na stronach internetowych UNESCO. Centrum, w porozumieniu z państwami stronami, aktualizuje te listy poprzez usuwanie z nich obiektów wpisanych na listę światowego dziedzictwa UNESCO i tych, w stosunku do których Komitet podjął decyzję o niewpisywaniu.
Państwa strony konwencji powinny uzupełniać i uaktualniać swoje listy przynajmniej raz na dziesięć lat.

## Tworzenie listy informacyjnej w Polsce
Komitet do spraw Światowego Dziedzictwa Kulturowego w Polsce, organ pomocniczy przy Ministrze Kultury i Dziedzictwa Narodowego, przyjął formularz zgłoszenia dla wszystkich miejsc z terenu Polski, które chciałyby się starać o status potencjalnego kandydata do wpisu na listę światowego dziedzictwa UNESCO. Formularz został zatwierdzony przez Generalnego Konserwatora Zabytków. Zgłoszenie to oficjalny pierwszy etap w procedurze na poziomie krajowym. Zgłoszenia są weryfikowane i oceniane przez Polski Komitet ds. Światowego Dziedzictwa Kulturowego. W przypadku zaakceptowania kandydatury obiektu przygotowywany jest formularz zgłoszeniowy do Centrum Światowego Dziedzictwa oraz dokumentacja wniosku nominacyjnego zgodnie z Wytycznymi operacyjnymi do realizacji Konwencji Światowego Dziedzictwa.
W sierpniu 2022 roku polska lista informacyjna zawierała 5 obiektów: 
- Modernistyczne centrum Gdyni (data zgłoszenia na Listę Informacyjną: 26.09.2019)
- Gdańsk – miasto wolności i pamięci (data zgłoszenia na Listę Informacyjną: 04.11.2005)
- Kanał Augustowski (data zgłoszenia na listę informacyjną: 20.03.2006)
- Pienińska dolina Dunajca (data zgłoszenia na listę informacyjną: 20.03.2006)
- Młyn papierniczy w Dusznikach-Zdroju (data zgłoszenia na Listę Informacyjną: 24.10.2019)